# Mario Voigt

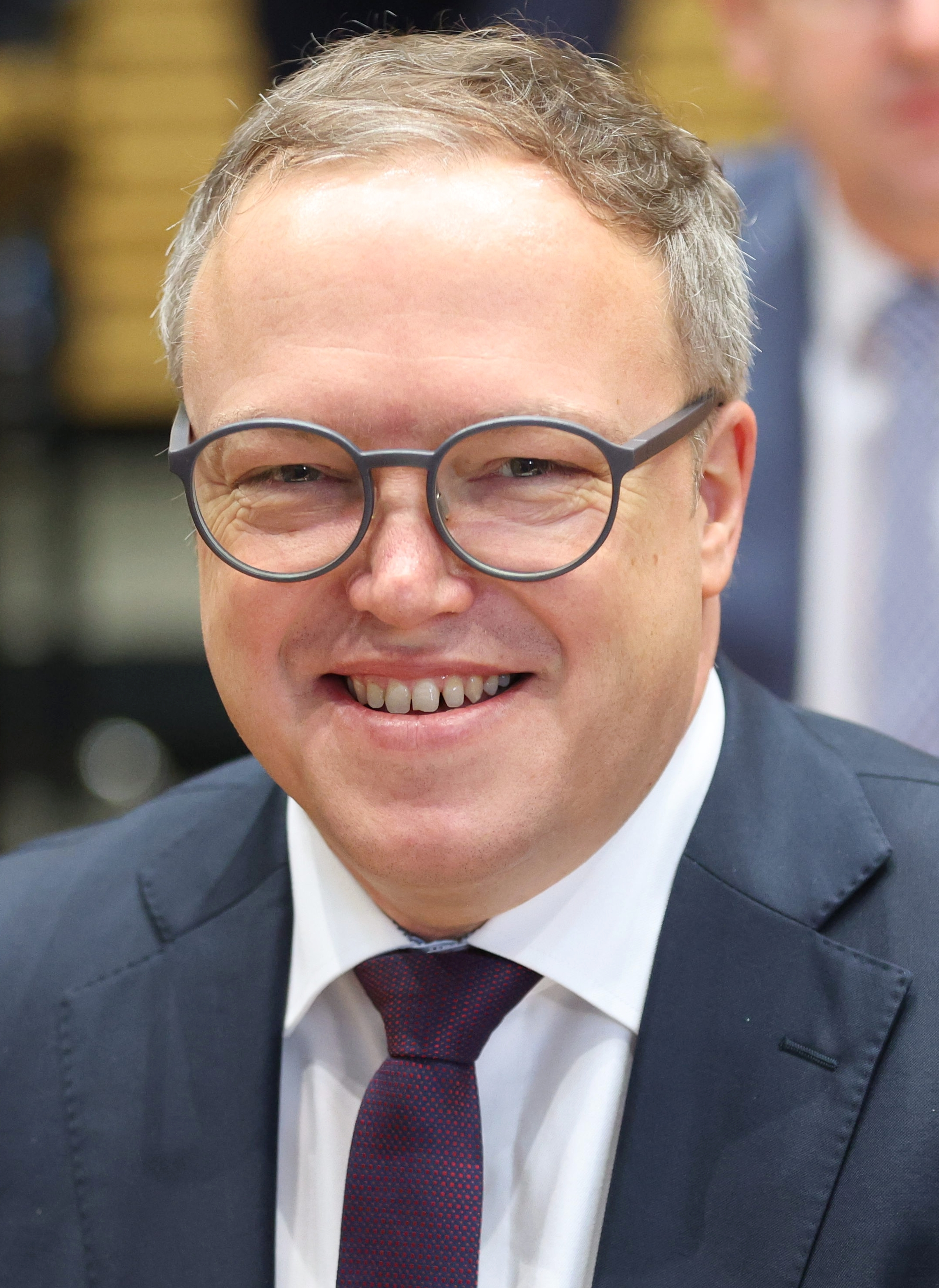
Mario Voigt (2024)

Mario Voigt (* 8. Februar 1977 in Jena) ist ein deutscher Politiker (CDU). Er ist seit dem 12. Dezember 2024 der siebte Ministerpräsident des Freistaates Thüringen und damit auch der jüngste amtierende Ministerpräsident Deutschlands.
Von 1999 bis 2000 war er der erste ostdeutsche Bundesvorsitzende des Rings Christlich-Demokratischer Studenten (RCDS). Von 2014 bis 2020 war er einer von drei stellvertretenden Landesvorsitzenden der CDU Thüringen. Außerdem ist er seit 2009 Mitglied im Thüringer Landtag, wo er von 2020 bis 2024 Fraktionsvorsitzender und von 2021 bis 2024 Oppositionsführer war. Seit 2022 ist er Landesvorsitzender der CDU Thüringen.

## Leben
Voigt erwarb 1995 sein Abitur am Ernst-Abbe-Gymnasium Jena. Er absolvierte von 1995 bis 1996 seinen Zivildienst am Klinikum der Friedrich-Schiller-Universität Jena. Anschließend studierte er von 1997 bis 2003 Politikwissenschaften, Öffentliches Recht und Neuere Geschichte an den Universitäten Jena, Bonn und Charlottesville (USA). Er promovierte 2008 zum Dr. phil. im Fach Politikwissenschaft an der TU Chemnitz bei Eckhard Jesse. Voigt war Stipendiat der Konrad-Adenauer-Stiftung.
Voigt arbeitete für die politische Repräsentanz von Siemens in Brüssel, die politische Planungsabteilung der CDU in Berlin und die Konrad-Adenauer-Stiftung in Washington.
Im Jahre 2004 war er für die Konrad-Adenauer-Stiftung mehrere Monate als Wahlbeobachter in den USA. Ende 2007 übernahm er als Leiter die Unternehmenskommunikation und Investor Relations des Jenaer Konzerns Analytik Jena AG. Diese Tätigkeit beendete er Ende 2009. Als Strategieberater der Werbeagentur McCann-Erickson nahm Voigt an der Bundestagswahlkampagne von Angela Merkel im Jahr 2005 teil. Seitdem engagiert er sich für Public-Affairs-Kampagnen von der lokalen bis zur internationalen Ebene in den Themen Mobilisierung und digitaler Wahlkampf. Im Bundestagswahlkampf 2017 war er für die CDU Strategieberater für Mobilisierung. Im Jahre 2017 wurde Voigt Professor für Digitale Transformation und Politik an der privaten Quadriga Hochschule Berlin.
Mario Voigt lebt in Jena, ist evangelischer Konfession, verheiratet und Vater zweier Söhne.

## Partei
Voigt wurde 1994 Mitglied der Jungen Union und der CDU. Er ist seit 2000 Mitglied im Kreisvorstand und seit 2015 Kreisvorsitzender der CDU Saale-Holzland-Kreis. Dem Kreistag des Saale-Holzland-Kreises gehörte er von 2004 bis 2013 an. Von 2009 bis Juni 2011 war er dort Vorsitzender der CDU-Fraktion. Von 2002 bis 2009 war er stellvertretendes Mitglied im Vorstand der Europäischen Volkspartei (EVP). Im Jahr 2004 war er Kandidat für die Europawahlen in Thüringen. Von 2005 bis 2010 war er Landesvorsitzender der Jungen Union Thüringen. Er ist seit 2009 Mitglied im Thüringer Landtag. In der Legislatur 2009–2014 war er Vorsitzender des Ausschusses für Bildung, Wissenschaft und Kultur sowie Mitglied im Haushalts- und Finanzausschuss. In der Legislatur 2014–2019 war Voigt Fraktionssprecher für Wirtschaft, Wissenschaft und Digitalisierung sowie Mitglied im Energie und Umweltausschuss.
Voigt wurde am 20. Mai 2010 vom Landesvorstand seiner Partei zum Generalsekretär der CDU Thüringen nominiert und auf Landesparteitagen am 13. November 2010 mit 79,0 % gewählt sowie am 10. November 2012 mit 65,5 % im Amt bestätigt. Im Zusammenhang mit dieser Ernennung trat er im Juli 2010 als JU-Landesvorsitzender zurück; zu seinem Nachfolger in diesem Amt wurde im September 2010 Stefan Gruhner gewählt. Auf dem CDU-Landesparteitag am 13. Dezember 2014 wurde Voigt zu einem von drei stellvertretenden Landesvorsitzenden der Thüringer CDU gewählt. Das Amt des Generalsekretärs, das er bisher bekleidet hatte, blieb zunächst unbesetzt. Erst 2017 wurde mit Raymond Walk wieder ein Generalsekretär gewählt. Nach seiner Wahl zum Fraktionsvorsitzenden der CDU-Landtagsfraktion im März 2020 stellte Voigt sein Amt des stellvertretenden CDU-Landesvorsitzenden auf dem CDU-Landesparteitag im September 2020 zur Verfügung. Am 17. November 2020 schlug der CDU-Landesvorstand um den neuen CDU-Landesvorsitzenden Christian Hirte einstimmig Voigt als Spitzenkandidat für die ursprünglich 2021 geplante Wahl zum achten Thüringer Landtag vor.
Am 7. Februar 2022 wurde er zum stellvertretenden Vorsitzenden der Programm- und Grundsatzkommission der CDU Deutschlands gewählt. Er soll dabei auch die Interessen der ostdeutschen Länder vertreten. Als Nachfolger Hirtes wurde Voigt am 17. September 2022 mit 85,2 Prozent der Stimmen zum Vorsitzenden der CDU Thüringen gewählt. Am 24. Februar 2024 wurde Voigt zum Spitzenkandidaten der CDU Thüringen für die Landtagswahl 2024 gewählt. Beim CDU-Bundesparteitag am 6. Mai 2024 wurde Voigt mit 91 Prozent mit dem besten Ergebnis aller Kandidaten in das Präsidium der Partei gewählt. Am 14. Dezember wurde er auf dem Landesparteitag in Ilmenau mit 88 Prozent der Stimmen als Landesvorsitzender bestätigt.

## Politische Ämter

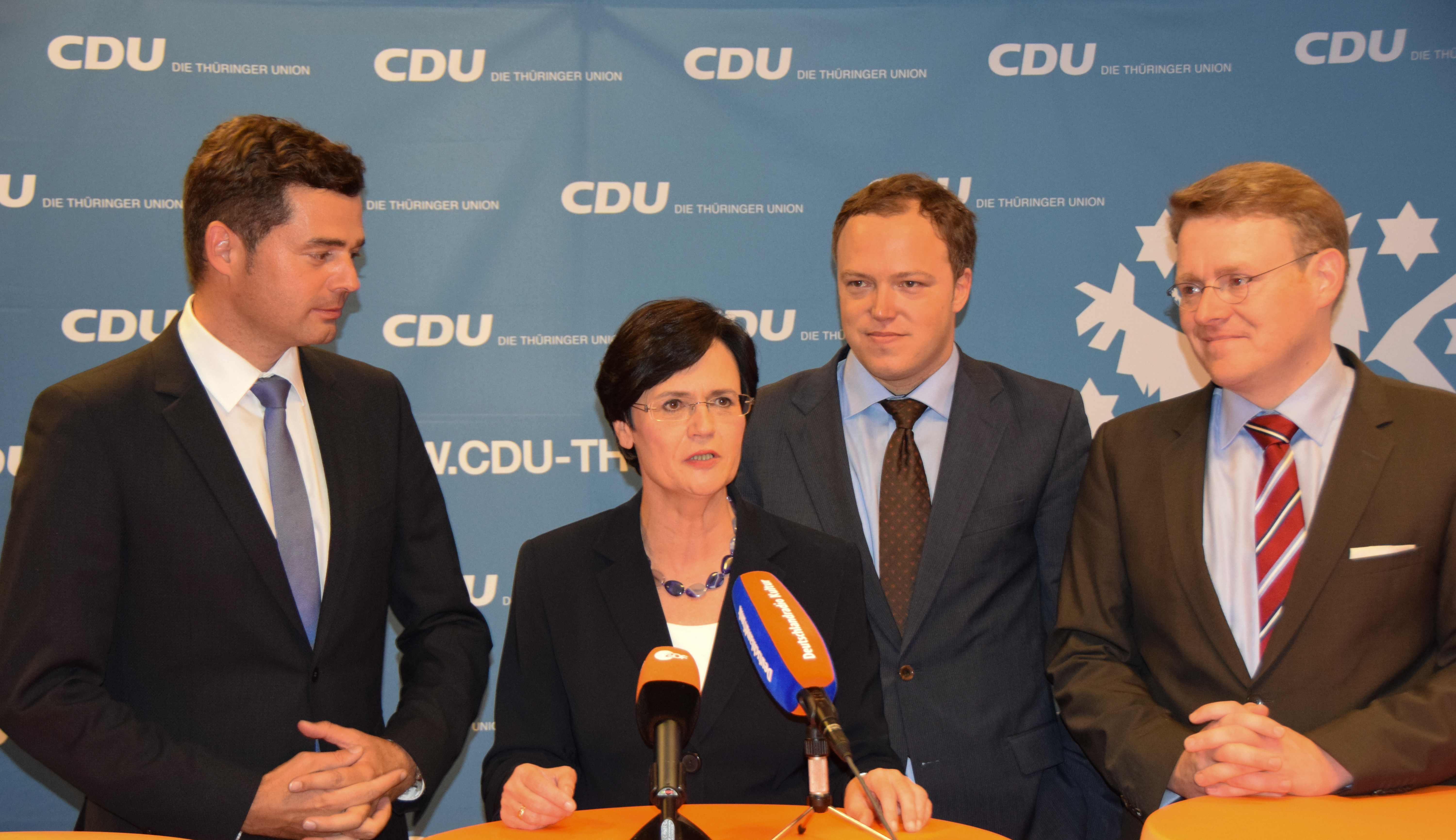
Mike Mohring, Christine Lieberknecht, Mario Voigt und Christian Carius (v. l. n. r.) beim Wahlabend der Landtagswahl in Thüringen am 14. September 2014 in Erfurt

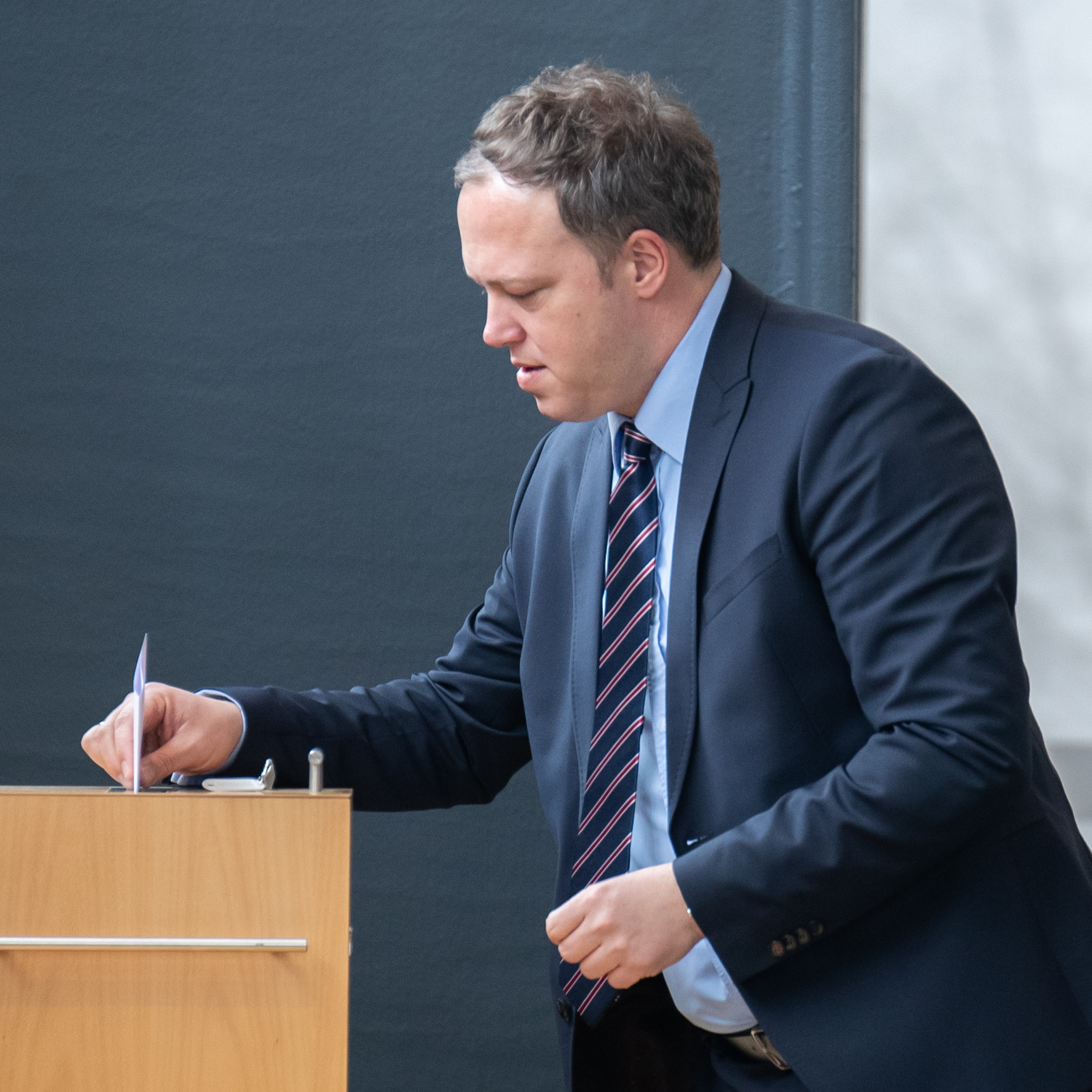
Mario Voigt als CDU-Fraktionsvorsitzender im Thüringer Landtag (2020)

### Thüringer Landtag
Voigt kandidierte bei der Landtagswahl in Thüringen 2009 erstmals als Direktbewerber der CDU im Wahlkreis Saale-Holzland-Kreis II. Er gewann das Direktmandat mit 36,9 % der Stimmen und zog erstmals in den Thüringer Landtag ein. Bei der Landtagswahl in Thüringen 2014 behauptete er das Mandat mit 41,2 %, ebenfalls 2019 mit 34,1 %.
Mike Mohring gab aufgrund der Regierungskrise in Thüringen 2020 seinen Fraktionsvorsitz ab. Daraufhin wurde Voigt am 2. März 2020 von den Abgeordneten der CDU-Landtagsfraktion in Thüringen mit 15 von 21 Stimmen zum neuen Fraktionsvorsitzenden gewählt. Nach den Partei- und Fraktionsaustritten von zwei Abgeordneten der thüringischen AfD-Fraktion, war die thüringische CDU-Fraktion ab dem 6. Dezember 2021 die stärkste Oppositionsfraktion. Voigt wurde somit Oppositionsführer. Aufgrund der Wahl zum Ministerpräsidenten wurde am 13. Dezember 2024 Andreas Bühl als Nachfolger für den Fraktionsvorsitz gewählt.
Bei der Landtagswahl in Thüringen 2024 konnte sich Voigt, der vor der Wahl zum Spitzenkandidat seiner Partei ernannt worden war, in seinem Wahlkreis nicht gegen seine Konkurrentin Wiebke Muhsal (AfD) durchsetzen und verpasste somit ein Direktmandat. Er zog jedoch über die Landesliste in den Landtag ein.

### Wahl zum Ministerpräsidenten

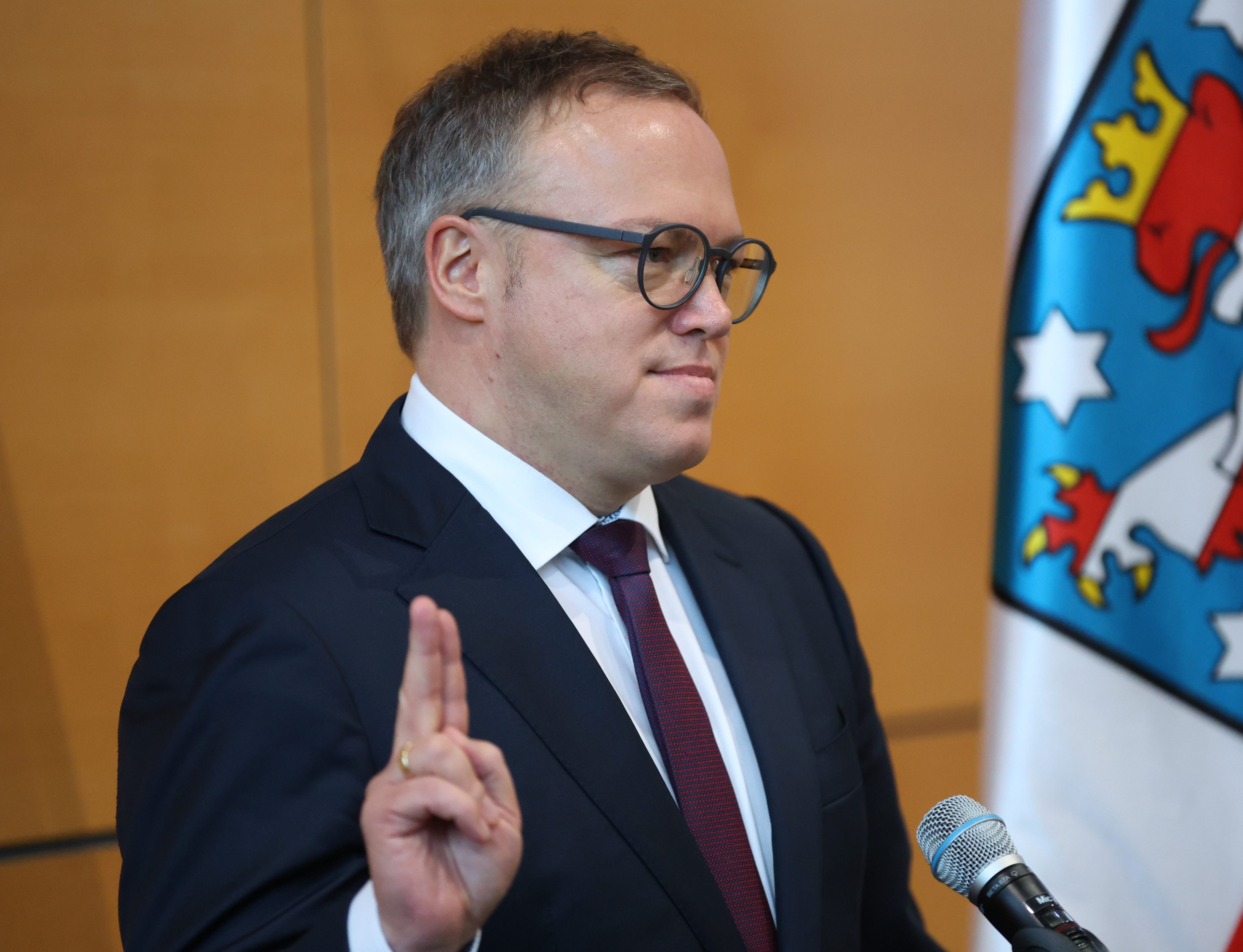
Voigt bei der Vereidigung als Ministerpräsident von Thüringen (2024)

Er wurde am 12. Dezember 2024 mit 51 Stimmen zum siebten Ministerpräsidenten des Freistaates Thüringen gewählt und ist derzeit der jüngste amtierende Ministerpräsident Deutschlands. Seine Koalition aus CDU, Bündnis Sahra Wagenknecht (BSW) und SPD hält nur 44 der 88 Mandate im Landtag. Er löste seinen Amtsvorgänger Bodo Ramelow (Die Linke) ab und führt das erste Kabinett Voigt.

### Politische Positionen
Im September 2023 setzte die CDU unter Voigt im Thüringer Landtag mit der FDP und mit den Stimmen der AfD ein Gesetz zur Senkung der Grunderwerbssteuer gegen die rot-rot-grüne Minderheitsregierung durch. Voigt stritt ab, dass es hierbei Absprachen oder eine Zusammenarbeit mit der AfD gegeben habe. Auf der Landesvertreterversammlung der CDU am 24. Februar 2024 schloss Voigt unter seiner Führung eine Koalition mit der AfD oder Die Linke nach der Landtagswahl 2024 aus. In der Fernsehsendung Markus Lanz am 2. April 2024 bekräftigte er diese Position und stellte sich inhaltlich hinter den CDU-Unvereinbarkeitsbeschluss zu AfD und Linken von 2018. Am Wahlabend der Landtagswahl vom 1. September 2024 wiederholte er diese Position im Interview mit Phoenix erneut, obwohl sich keine Regierungsmehrheit ohne Zusammenarbeit mit den Linken abzeichnete. Dabei verwies er auf seine persönliche Glaubwürdigkeit: „Da gilt das, was wir vor der Wahl gesagt haben auch hinterher. Es gibt keine Koalition und Zusammenarbeit mit der AfD und logischerweise auch bei den Linken.“ Er warb für eine Deutschland-Koalition, hielt sich aber auch eine Koalition mit dem Bündnis Sahra Wagenknecht und Bündnis 90/Die Grünen offen. Noch 2023 hatte er die Grünen als den Hauptgegner der CDU bezeichnet und diese unter dem Begriff „Angstpartei“ mit der AfD gleichgesetzt. Am 11. April 2024 stellte sich Voigt einem Fernsehduell des Senders Welt mit dem AfD-Spitzenkandidaten Björn Höcke. Dies war das erste Mal, dass ein Vertreter der etablierten Parteien mit Höcke eine solche Sendung bestritt. Das Duell stieß auf großes Medienecho.

### Mitgliedschaften und Ehrenämter
Voigt ist Mitglied im Kuratorium der Landeszentrale für Politische Bildung Thüringen. Er sitzt der Suchthilfestiftung Wendepunkt Alternative vor. Er ist weiterhin Mitglied im Bundesvorstand des Rings Christlich-Demokratischer Akademiker. Er ist Herausgeber und Mitglied im Beirat des politischen Magazins Civis mit Sonde. Voigt saß einige Jahre im Beirat der klimaskeptischen Lobbyorganisation CFACT. Die Thüringer Allgemeine zitierte ihn mit den Worten, er sei „als Student aus alter Freundschaft“ zu Holger Thuß, Gründer von EIKE, eingetreten, habe aber nie eine Beirats-Sitzung erlebt. Das Blog Volksverpetzer berichtete 2021, dass Voigts Pressestelle eine Anfrage, bis wann dieser dort Mitglied gewesen sei, unbeantwortet gelassen habe.

## Kontroversen

### Kampagnen zur Landtagswahl 2009
Im Zusammenhang mit dem Wahlkampf zur Landtagswahl 2009 geriet er als JU-Landesvorsitzender wegen seiner „Stoppt-Ramelow“-Kampagne in die Kritik. Die Junge Union Thüringen wollte gezielt die Auseinandersetzung mit Bodo Ramelow und der Linkspartei aufnehmen sowie gezielte kontrastierende politische Werbung machen. Elemente der Kampagne waren ein Internetblog, eine Plakatkampagne und zahlreiche Drucksachen wie Postkarten, Aufkleber und Ähnliches. Auch das gezielte „Begleiten“ der Wahlkampfauftritte von Ramelow gehörte dazu. Dort wollten die JU-Mitglieder in zivil auftreten, damit die Aktionen nicht mit der CDU oder dem Team Thüringen in Verbindung gebracht wurde. Der JU Thüringen wurden die in der Kampagne gemachten Unterstellungen gerichtlich untersagt, Ramelow habe behauptet, die DDR sei kein Unrechtsstaat gewesen, er wolle die DDR-Bezirke wieder einführen und die Gymnasien abschaffen. Öffentlich wurden diese Wahlkampfmethoden durch die Publikation eines entsprechenden Rundschreibens auf der Whistleblower-Plattform WikiLeaks.

### Ermittlungsverfahren im Zuge der Maskenaffäre
Im Frühjahr 2021 wurden gegen den Thüringer CDU-Bundestagsabgeordneten Mark Hauptmann gerichtete Vorwürfe der Bestechlichkeit bei der Vergabe von Aufträgen zur Beschaffung von Atemschutzmasken während der Corona-Pandemie öffentlich. Die Staatsanwaltschaft Erfurt leitete nach Auswertung erster Ermittlungsergebnisse, bei denen auch Voigts Name aufgetaucht war, ein weiteres Verfahren des Verdachts auf Abgeordnetenbestechung ein und beantragte die Aufhebung dessen Immunität. Im Zuge der Ermittlungen kam es im Sommer 2022 zu Durchsuchungen der Staatsanwaltschaft und des Thüringer Landeskriminalamtes (LKA) bei Voigt. 2023 durchsuchten belgische Ermittler und Beamte des LKA ebenso die Zentrale der Europäischen Volkspartei (EVP) in Brüssel. Im November 2023 wurde das Verfahren schließlich eingestellt, ein Tatverdacht habe sich nach umfangreichen Ermittlungen nicht bestätigt. Voigt hatte sämtliche Vorwürfe stets bestritten. Ein Kommentar des Mitteldeutschen Rundfunks hielt fest, von Anfang an sei ein anderer Verfahrensausgang unwahrscheinlich gewesen. An der Vergabe des im Zuge der Korruptionsermittlungen erheblichen Auftrags konnte er gar nicht beteiligt sein, da er keine Prokura der EVP dafür hatte.

### Plagiatsvorwürfe zu Dissertation
Der Kommunikationswissenschaftler Stefan Weber warf Voigt Mitte August 2024 vor, in seiner Dissertation an der Technischen Universität Chemnitz an 140 Stellen plagiiert zu haben und führte Belege dafür auf. Weber konkludiert in seinem Gutachten: „Jedenfalls verbietet sich aus meiner gutachterlichen Sicht eine Dissertation, in der u.a. aus Wikipedia plagiiert wurde, selbst das Dankeswort und Gedanken zum Ziel der Untersuchung zum Teil plagiiert wurden und in der immer wieder gegen das Ad-Fontes-Prinzip verstoßen wurde, für einen deutschen Hochschullehrer. Aufgrund der Fülle an Plagiatsfragmenten ist von einem werkprägenden Muster und von einer Täuschungsabsicht von Mario Voigt über die Eigenleistung bei der Literaturrecherche und beim Schreiben auszugehen.“ Die Universität setzte ein „Verfahren bei Verdacht auf wissenschaftliches Fehlverhalten“ in Gang. Laut CDU Thüringen seien die Vorwürfe bekannt und bereits im Frühjahr vom Plagiatsexperten Jochen Zenthöfer geprüft und verworfen worden, sie vermutete einen Zusammenhang zwischen der Veröffentlichung und der am 1. September stattfindenden Landtagswahl in Thüringen 2024. Am 27. August veröffentlichte Weber Belege für 60 weitere Plagiate in verschiedenen Schriften Voigts.

## Publikationen
- Politikberatung als Beruf, mit Florian Busch-Janser und Sandra Gerding, polisphere, Berlin, 2005, ISBN 978-3-938456-01-9.
- Holger Thuß, Mario Voigt: 50 Jahre RCDS. Fünf Jahrzehnte gelebte Studentenpolitik. Erlangen 2001, ISBN 3-921713-30-7.
- Der amerikanische Präsidentschaftswahlkampf. George W. Bush gegen John F. Kerry (Band 9 der Reihe Wissenschaftliche Schriften: Politik), polisphere, Berlin, 2010, ISBN 978-3-938456-28-6 (Dissertation).
- Der amerikanische Präsidentschaftswahlkampf 2016, mit Andrea Römmele und Ralf Güldenzopf, Sonderheft der Zeitschrift für Politikberatung, Berlin, 2017.